# Borgo Santo Spirito
Borgo Santo Spirito è una strada di Roma, importante per ragioni storiche e artistiche. Da un punto di visto storico, è considerata la più interessante strada del rione.  Di origine medievale, essa è legata alla fondazione dell'antico ospizio per i pellegrini provenienti dall'Inghilterra, il Burgus Saxonum. La strada ospita il più antico degli ospedali romani, l'Arcispedale di Santo Spirito in Saxia, che gli ha dato il nome. Pesantemente modificata durante i lavori per l'apertura di Via della Conciliazione, ha tuttavia evitato la sorte delle due strade parallele di Borgo Nuovo e Borgo Vecchio, entrambe distrutte.
 

## Ubicazione

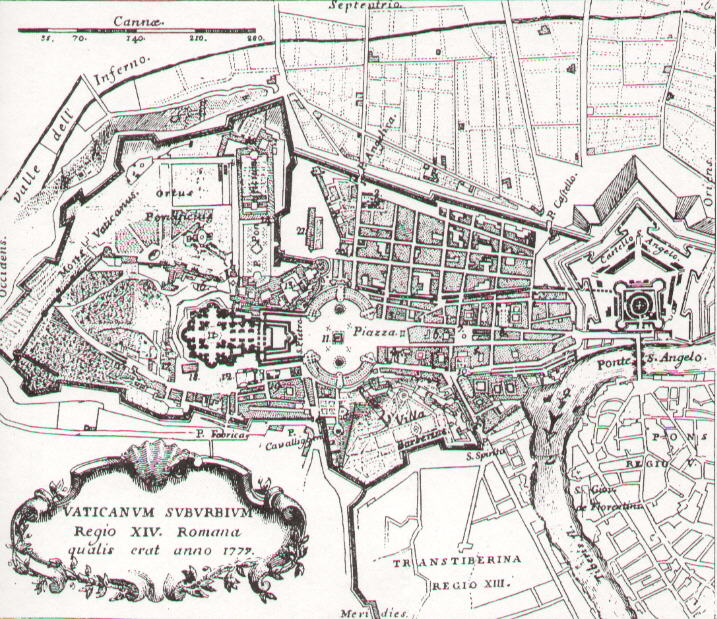
Borgo nel 1779 (Mappa stampata da Monaldini). Borgo Santo Spirito è la prima strada partendo da sud fra le sette che si irradiano dal Castello

La strada si trova a Roma, nel rione di Borgo, e si estende in direzione est-ovest da via San Pio X al largo degli Alicorni. Fino al 1870, faceva parte di Borgo Santo Spirito anche l'attuale Via dei Penitenzieri fra i numeri civici 12 e 32.

## Denominazioni
Il nome borgo, usato al posto di "via" per Borgo Santo Spirito così come per le strade principali del rione, deriva dalla parola Anglo-Sassone Burg ("centro fortificato"), che denotava il complesso fortificato dei pellegrini Sassoni (Burgus Saxonum) situato fra il Circo di Nerone e il Tevere.
Nell'alto medioevo la parte orientale della strada era denominata Borgo dei Sassoni, mentre quella occidentale fu chiamata Borgo dei Frisoni (Burgus Frisonum) o Borgo San Michele, e quella ancora più a ovest Borgo San Martino.

## Storia

### Età Romana

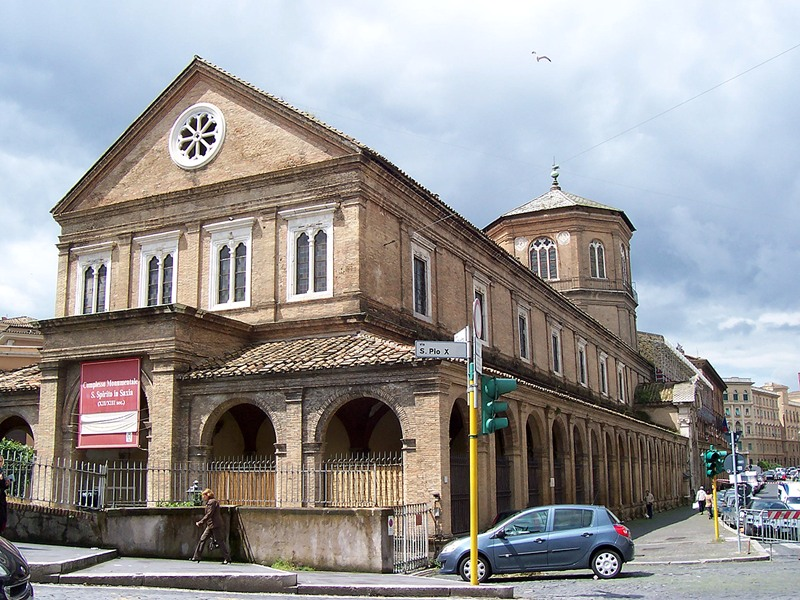
L'Ospedale di Santo Spirito in Sassia lungo Borgo S. Spirito

Durante l'età romana nessuna strada insisteva sul tracciato del moderno Borgo Santo Spirito: tuttavia, ad alcuni metri a sud del percorso moderno, correva la strada romana che si dipartiva dal Pons Neronianus. Resti della strada sono stati ritrovati sotto la Corsia Sistina dell'ospedale di Santo Spirito e sotto la Curia Generalizia dei Gesuiti. Questa strada veniva percorsa durante il basso impero dagli imperatori i quali durante le loro sempre più rare visite alla capitale, dopo aver passato il Tevere su ponte Elio (il ponte di Nerone era stato ormai demolito per ragioni difensive) si dirigevano lungo il percorso ai piedi del Gianicolo sino alla tomba dell'Apostolo Pietro.

### Medioevo
Nell'alto medioevo il futuro Borgo Santo Spirito era un percorso fiancheggiato da due muri, con orti e qualche casetta, il quale partendo dalla piazza della vecchia chiesa di Santa Maria in Traspontina (quasi di fronte a Castel Sant'Angelo) si dirigeva verso la vecchia Basilica Vaticana. All'inizio della strada verso il Tevere si erano stabiliti alcuni conciapelli, che dettero il nome a un vicolo tortuoso, detto dei Macellari o degli Spellari, il quale univa la strada al Tevere e più tardi anche alla Portica (il passaggio coperto che univa Castel Sant'Angelo a San Pietro), il futuro Borgo Vecchio. All'inizio del vicolo lungo il fiume si trovava un piccolo porto, detto della Traspontina.
In quel tempo il pellegrinaggio alla tomba dell'apostolo Pietro percorrendo la Via Francigena era diventato comune fra gli abitanti della Gran Bretagna. Nel 689 Caedwalla del Wessex, re dei Sassoni, si recò in pellegrinaggio a Roma. Lo stesso fece nell'anno 727 Ine del Wessex, re dei Sassoni il quale, dopo aver abdicato a favore del suo parente Etelardo, fece costruire vicino al Tevere un edificio per ospitare religiosi e principi provenienti dal suo regno, imponendo per il suo mantenimento un tributo detto Rome Scot. Il complesso venne ampliato da Offa, re della Mercia, che costruì uno xenodochio con una piccola chiesa–chiamata Santa Maria in Saxia–per i pellegrini britannici che si recavano a Roma. Il complesso venne chiamato Schola Saxonum o Burgus Saxonum.  La schola venne distrutta da due incendi nell'817 e nell'852, subì gravi danni durante l'incursione saracena contro Roma nell'846. Dopo di ciò, Papa Leone IV protesse San Pietro e le sue adiacenze con le mura che portano ancora il suo nome. In quest'occasione è possibile che le Scholae fossero incluse nel circuito delle nuove mura. La schola, di nuovo restaurata da Leone IV, venne rovinata dal conflitto fra Papa Gregorio VII e l'imperatore Enrico IV di Franconia, il quale aveva fortificato i ruderi della cosiddetta Villa di Nerone sull'altura del Palatiolum, estrema propaggine settentrionale del Gianicolo che sovrasta a sud la parte occidentale della strada. Inoltre, dopo la conquista normanna dell'Inghilterra nel 1066, cessò l'invio del tributo per il suo mantenimento.
Nel 1167 il Barbarossa rovinò definitivamente il complesso fortificato. Prima di Innocenzo III la Schola Saxonum venne trasformata in un ospedale. Innocenzo nel 1204 fece venire a Roma Guido di Montpellier, e affidò il nosocomio, ricostruito da Marchionne Aretino, ai Frati ospedalieri di Santo Spirito. L'ospedale si espanse parecchio sino alla fine del XIV secolo, acquistando molte case nel Borgo. Decadde come tutta la città durante la cattività avignonese. Esso venne gravemente danneggiato nel 1409 da Ladislao di Napoli, e risultò in seguito quasi abbandonato.
Eugenio IV e soprattutto, Sisto IV, fecero restaurare e ingrandire il nosocomio. Quest'ultimo affidò i lavori a Baccio Pontelli; fra questi egli progettò una sala lunga 126 m a tre ordini di letti, fiancheggiata da un portico sotto il quale potevano dormire i senza tetto, ai quali veniva distribuito ciò che avanzava della mensa. Subito oltre l'ospedale, la chiesa di Santa Maria in Saxia venne ricostruita nel 1363 e restaurata da Eugenio IV. In seguito ai lavori del Pontelli la chiesa venne demolita, ma papa Sisto ne fondò una nuova, Santo Spirito in Sassia, lasciata tuttavia da lui incompiuta. Di fronte ad essa si apriva un vicoletto, detto vicolo Geremia, che congiungeva la strada con la portica. Proseguendo verso ovest sulla parte settentrionale si apriva il Vicolo dell'Ospedale, vicino al quale c'erano case dei Tomacelli e dei Migliorati, e sulla sinistra via Settimiana (la futura via dei Penitenzieri). che portava a Trastevere.

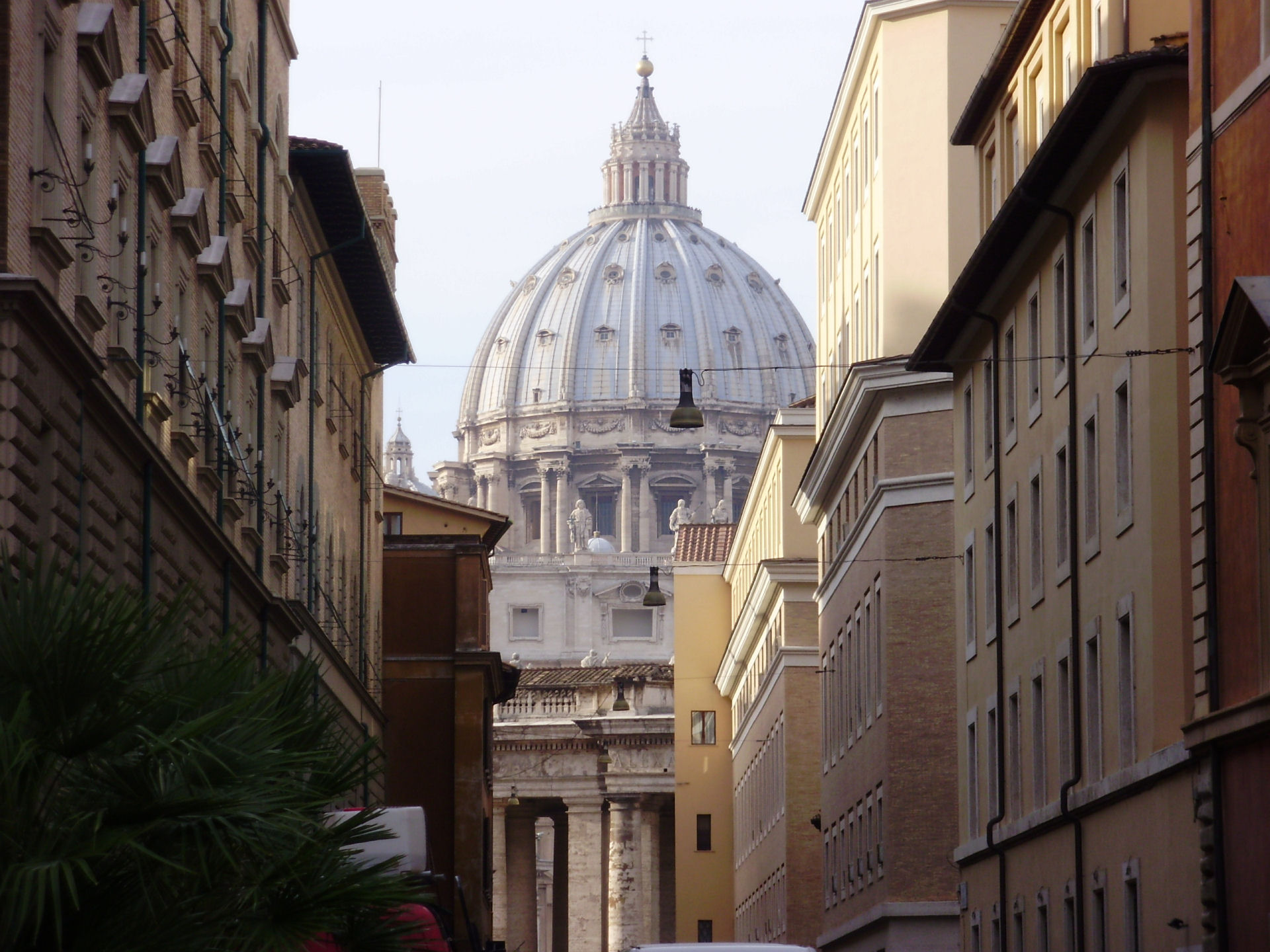
La Cupola di San Pietro vista da Borgo Santo Spirito

Dopo quest'incrocio il Burgus cambiava appellativo, ed era denominato Burgus Frisonum (Borgo dei Frisoni), a causa della schola fondata lì nell'VIII secolo dal vescovo anglosassone San Bonifacio. La schola, analogamente alle altre, fu fondata per dare riparo ai pellegrini Frisoni, cioè agli abitanti delle zone costiere fra la Danimarca e le odierne fiandre belghe, che si recavano in pellegrinaggio a Roma. A sinistra c'era una salita (la futura salita della villa Cecchini) che andava alle rovine del cosiddetto palazzo di Nerone, o Palatiolum, e alla chiesetta di Santa Maria in Palazzolo, la quale da Leone IV venne data ai canonici di San Pietro. Sulla destra seguivano poi alcune case che nel XV secolo erano proprietà di Cesare Borgia, e sulla sinistra due vicoli (il primo non più esistente, e il secondo trasformato in una scalinata) che salivano alla chiesa dei Frisoni, San Michele e Magno, ricordata per la prima volta nell'854.
Procedendo ancora verso ovest, si arrivava al Borgo San Martino, che si estendeva fra due isolati formati da case e chiesette. A nord Santa Maria dei Vergari e San Gregorio de Cortina, a sud San Martino. In questa zona si trovava anche la Schola Armeniorum, o Scuola degli Armeni, istituita o da Innocenzo III nel 1202 o da Onorio III. Nei due isolati di San Martino e San Gregorio si trovavano nel basso medioevo diverse locande con alloggio: fra queste quelle delle chiavi, della colomba e del cavallo. Inoltre c'erano diverse botteghe di Paternostrari (o Coronari) cioè venditori di immagini sacre, e di Vergari, i quali vendevano il Bordone del pellegrino, cioè il bastone usato dai pellegrini che si recavano a San Pietro. Dopo questi due isolati il Borgo sboccava nella vecchia Piazza San Pietro.
Sino all'inizio del Rinascimento, Borgo Vecchio e Borgo Santo Spirito furono le uniche strade che permettevano ai pellegrini provenienti dalla sponda sinistra del Tevere di raggiungere la Basilica Vaticana. A causa di ciò, entrambe le strade furono sistemate da Papa Nicolò V.

### Rinascimento

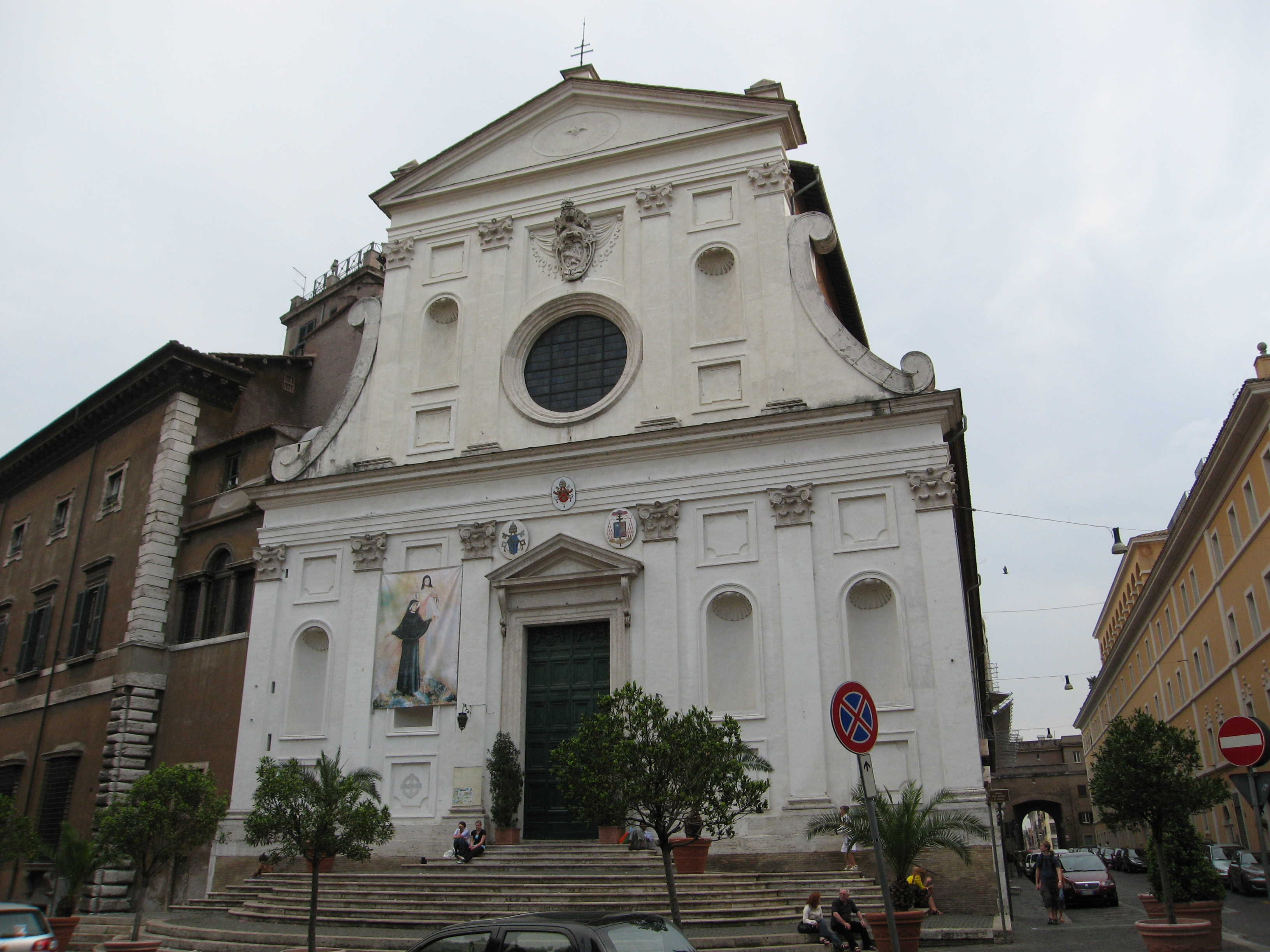
Santo Spirito in Sassia

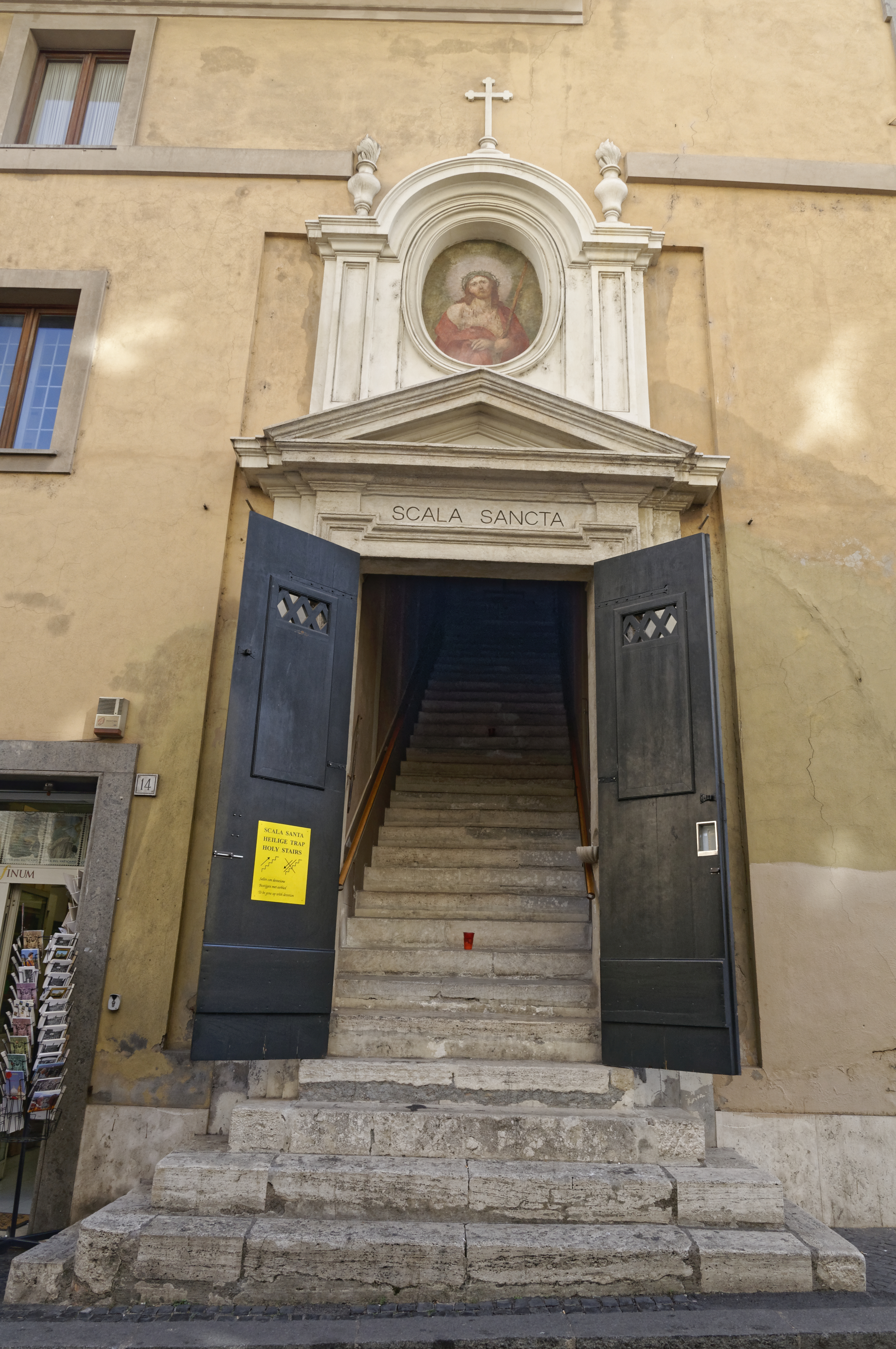
La Scala Santa lungo Borgo Santo Spirito

Fra l'ospedale e la Via dei Penitenzieri nel 400 esistevano alcune case appartenenti ai Tomacelli e poi ai Migliorati. Lì visse la madre di Bonifacio IX e Lodovico Migliorati, nipote di Innocenzo VII. Nel palazzo dei Migliorati, Ludovico per ordine dello zio trucidò i rappresentanti del Comune di Roma i quali erano venuti dal papa a chiedere garanzie per la libertà repubblicana. Da una finestra del palazzo in questo periodo alla fine di una solenne processione da San Pietro veniva esposto il velo della Veronica, la più importante reliquia della cristianità. Nel 1600 questo gruppo di case venne demolito per erigere il palazzo del Commendatore dell'Ospedale, costruito per ordine di Gregorio XIII da Nanni di Baccio Bigio.
Anche Borgo Santo Spirito non venne risparmiato dal rinnovamento edilizio che interessò il Borgo nel Rinascimento. Causa di ciò fu Papa Sisto IV, che in occasione del Giubileo del 1475 fece raddrizzare e lastricare la strada. Inoltre, oltre a ricostruire radicalmente l'Ospedale di Santo Spirito, il primo gennaio 1474 emise una bolla papale che concedeva molti benefici a coloro che avessero costruito nel Borgo edifici alti almeno 7 canne (15 m ca.).
A cavallo fra XV e XVI secolo nella parte settentrionale della via venne costruito Palazzo della Rovere, il quale però aveva la fronte principale verso piazza Scossacavalli e Borgo Vecchio. Di fronte al lato occidentale di questo palazzo, Averando Serristori costruì al tempo di Pio IV il palazzo che ancor oggi porta il suo nome. A ovest di questo palazzo, tra il 1517 e il 1520 il cardinale Francesco Armellini fece costruire il suo palazzo, forse su progetto di Giulio Romano o dei suoi allievi.
Nel 1544 Paolo III fece sopraelevare e completare da Antonio da Sangallo il giovane la chiesa di Santo Spirito, a parte la facciata, che venne edificata sotto Sisto V da Ottavio Mascherino.
Nel tardo Rinascimento vennero costruite diverse case sul lato meridionale della strada, dopo l'ospedale. Gran parte di esse vennero demolite fra 1923 e il 1927 per la costruzione della Curia Generalizia dei Gesuiti, ma un paio rimangono ancora oggi.
Nel sedicesimo secolo venne eretto il portale che introduce alla Scala Santa (una delle due a Roma), che è la scala che secondo la tradizione Gesù avrebbe percorso dopo essere stato flagellato. Essa porta alla Chiesa dei Santi Michele e Magno.

### Barocco
Fra il 1742 e il 1745, Pietro Passalacqua costruì vicino al Tevere sul lato nord della strada l'oratorio della SS. Annunziata, detta popolarmente la Nunziatina. Oltre l'oratorio, Papa Pio VI fece edificare nel 1789 l'Ospedale di San Carlo, succursale del Santo Spirito. L'ospedale di Santo Spirito stesso venne ingrandito da Alessandro VII (verso Via dei Penitenzieri) e da Benedetto XIV (lungo il Tevere). Proseguendo lungo la strada verso San Pietro, sulla parte destra nel 1659 venne ricostruita dall'architetto Francesco Massari la chiesa di San Lorenzo in Piscibus (così chiamata per un vicino mercato del pesce), fondata secondo un'antica tradizione nella seconda metà del sesto secolo da Santa Galla. Essa venne commissionata dai Duchi di Acquasparta, proprietari dell'attiguo Palazzo Cesi-Armellini. Di fronte a sinistra, sulla collina del Palazzolo, la chiesa di San Michele e Magno venne integralmente rifatta sotto Benedetto XIV.

### Età moderna

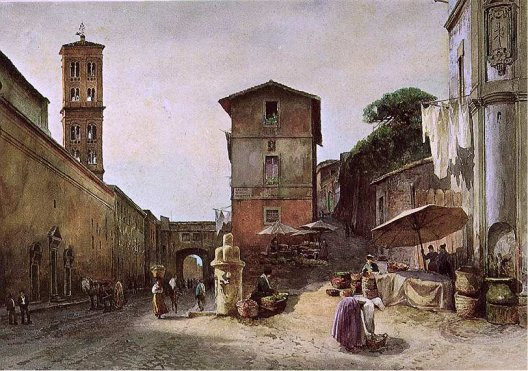
La salita di Villa Cecchini su Borgo Santo Spirito prima della demolizione della villa in un acquerello di Ettore Roesler Franz (1880 ca.).

Nel 1905, la costruzione dei Lungotevere provocò la demolizione dei fabbricati dell'ospedale di Santo Spirito adiacenti il fiume, mentre quella di Ponte Vittorio Emanuele II pose il problema dell'apertura di una strada che collegasse il Centro Storico a Prati, tagliando in due il Rione e Borgo Santo Spirito.
La soluzione arrivò nel 1936, con la costruzione di Via della Conciliazione, che modificò profondamente la strada, anche se questa, a differenza dei vicini Borgo Vecchio e Borgo Nuovo, entrambi demoliti, venne risparmiata. Borgo Santo Spirito venne privato della sua parte orientale (oltre l'incrocio con via San Pio X) che seguì la numerazione del Lungotevere Vaticano. L'oratorio della Nunziatina venne demolito e ricostruito in un contesto differente lungo il lungotevere Vaticano con un'ossatura moderna costruita secondo i dettami dell'ingegneria strutturale. L'apertura di Via della Traspontina, la strada che collega Ponte Vittorio e il rione Prati (ribattezzata nel suo tratto meridionale Via San Pio X), comportò la demolizione dell'ospedale di San Carlo. Diversa edilizia minore fu abbattuta per permettere la ricostruzione di Palazzo Alicorni, situato fra Borgo Santo Spirito e Piazza San Pietro e demolito nel 1930, mentre altre case tardorinascimentali poste dopo l'incrocio con Via dei Penitenzieri furono abbattute per la costruzione della Curia Generalizia dei Gesuiti, che si estende lungo le pendici del Palazzolo. Questo nuovo edificio andò a sostituire la villa Cecchini, un edificio pittoresco da cui si godeva un famoso panorama del Borgo e di San Pietro. Sul lato nord della strada, i Palazzi Della Rovere e Serristori furono restaurati, mentre il palazzo Cesi sopravvisse anche se mutilato. La chiesa di San Lorenzo in Piscibus, la cui abside prospettava sulla strada, venne riportata al suo stato medioevale e inglobata nel propileo meridionale di Piazza Pio XII.
A causa di queste trasformazioni Borgo Santo Spirito, la quale per della presenza ospedaliera già costituiva un asse di servizio, perse pressoché tutta la popolazione residente. Essa rimane tuttavia dopo la distruzione di Borgo Vecchio e Borgo Nuovo l'unica fra le antiche vie di accesso a Piazza San Pietro che ancora provochi la "sorpresa" data dalla scoperta della Piazza e della Basilica dopo aver percorso una stretta strada del rione.

## Edifici notevoli

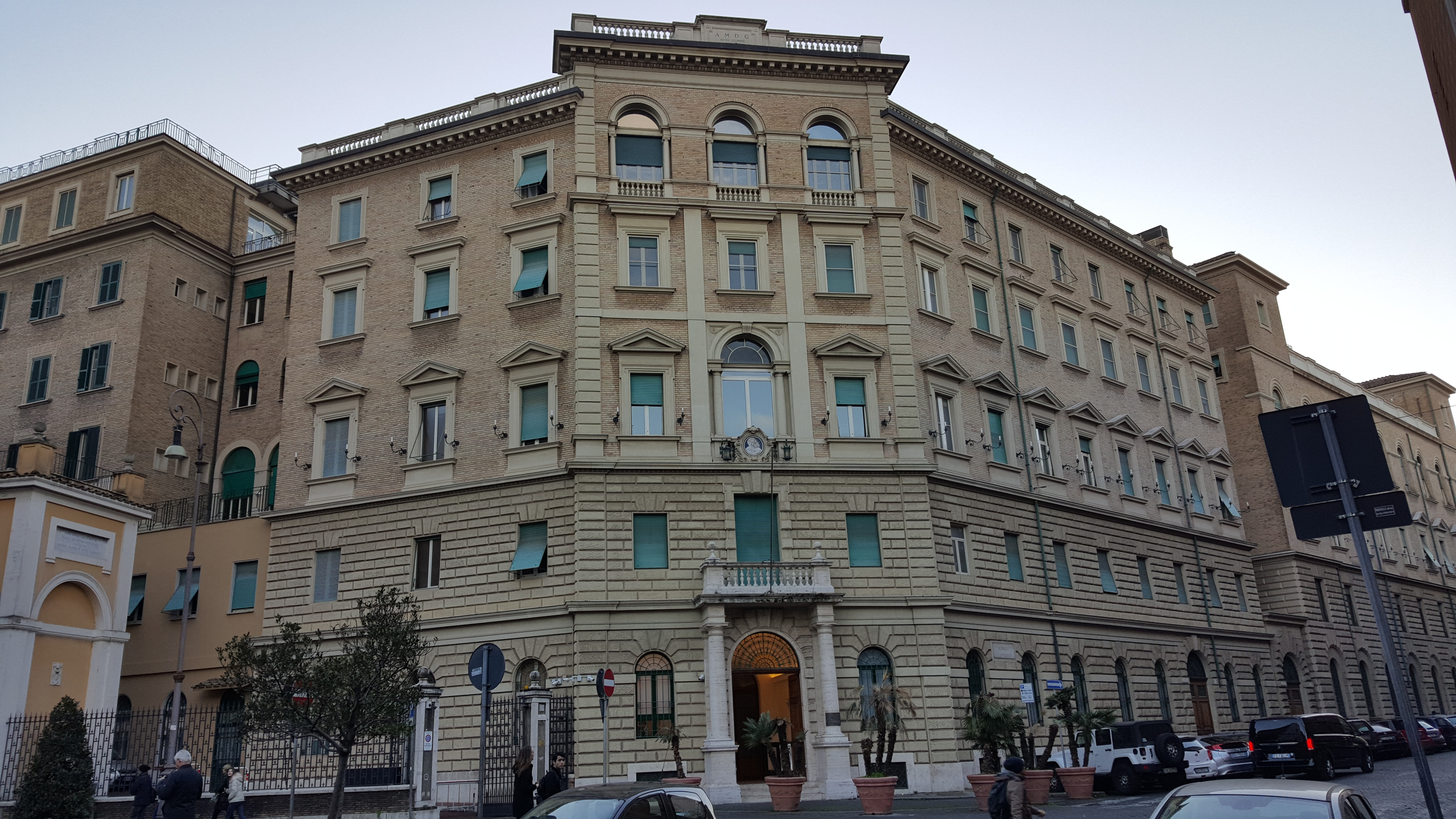
Curia generalizia della Compagnia di Gesù a Roma a Borgo Santo Spirito

- Santa Maria Annunziata in Borgo (demolita e ricostruita)
- Ospedale di Santo Spirito in Sassia
- Ospedale di San Carlo (demolito)
- Palazzo del Commendatore
- Santo Spirito in Sassia
- Curia Generalizia della Compagnia di Gesù
- Palazzo Alicorni (demolito e ricostruito)
- Palazzo dei Penitenzieri
- Palazzo Serristori
- Palazzo Cesi-Armellini
- Scala Santa
- San Lorenzo in Piscibus (parzialmente demolita)
- Santi Michele e Magno